# Kulturgutschutz

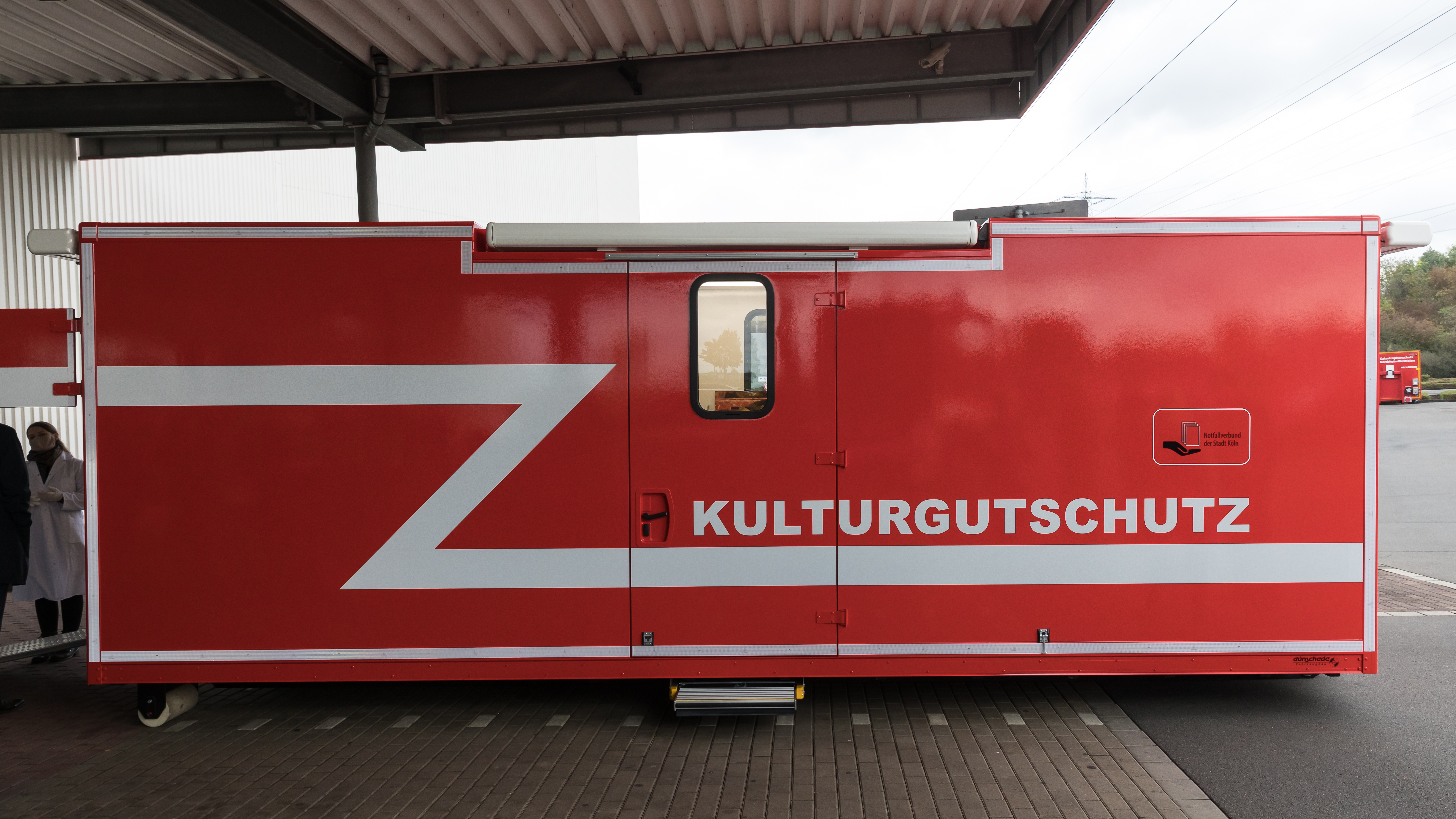
Mobiler Kulturgutschutz-Container für den Notfallverbund Kölner Archive und Bibliotheken, 2020

Kulturgutschutz oder Kulturgüterschutz bezeichnet alle Maßnahmen zum Schutz von Kulturgut vor Beschädigung, Zerstörung, Diebstahl, Unterschlagung und illegalem Handel (sog. Antikenhehlerei). Bei unbeweglichem Kulturgut wird auch der Begriff „Denkmalschutz“ verwendet. Der Schutz bezieht sich insbesondere auf die Verhinderung von Raubgrabungen an archäologischen Stätten, Plünderung beziehungsweise Zerstörung von Kulturstätten im Krieg sowie Diebstahl von Kunstgegenständen aus Kirchen und Museen in aller Welt, außerdem auf Maßnahmen zur Erhaltung und zur Sicherung des allgemeinen Zugangs zu unserem gemeinsamen kulturellen Erbe. Der rechtliche Kulturgutschutz umfasst eine Reihe von internationalen Abkommen und nationalen Gesetzen. Blue Shield International ist eine internationale Organisation, die als Partnerorganisation der UNESCO nationalen und internationalen Kulturgüterschutz koordiniert.

## International
Grundsätzlich sind Kulturgüter wie archäologische Funde, Ausgrabungsstätten, Archive, Bibliotheken, Museen und Denkmale das besonders sensible kulturelle Gedächtnis und meist auch die wirtschaftliche Grundlage eines Staates, einer Kommune oder einer Region. In der Geschichte der Menschheit waren dann kriegerische Auseinandersetzungen fast ausnahmslos auch stets von Plünderung, Beschlagnahme und Zerstörung von Kulturgut begleitet. Neben dem menschlichen Leid durch kriegerische und bewaffnete Konflikte sind auf diese Art und Weise rund drei Viertel aller jemals von Menschenhand geschaffenen Kulturgüter und somit die Zeugnisse und Nachweise menschlicher schöpferischer Schaffenskraft zerstört worden. Dagegen ist nur etwa ein Viertel aller Kulturgüter durch Naturkatastrophen zerstört worden oder durch normalen Verfall endgültig verschwunden. In allen Epochen war neben der Bekämpfung des Gegners immer auch das Kulturgut potentielles Ziel der feindlichen Kriegsführung. Dieses Bestreben sollte dem Zweck dienen, dass durch erfolgreiche Beutezüge eine Refinanzierung der Kriegskosten erfolgte und gleichzeitig dem unterworfenen Gegner seine geistige und kulturelle Identität genommen wurde. Bei Kriegen, bei welchen Identität eine wichtige Rolle spielt, ist die Zerstörung von Kulturgütern laut Karl Habsburg-Lothringen auch ein Teil der psychologischen Kriegsführung. Heute ist der Missbrauch von Kulturgütern international gesehen geächtet und strafbar und wird, zumindest wenn Militärs verantwortlich sind, mitunter auch mit Sanktionen bestraft.
Historisch betrachtet wurde am 29. Juli 1899 in Den Haag das für den Schutz von Kulturgut grundlegende Abkommen, betreffend die Gesetze und Gebräuche des Landkriegs von den beteiligten Konferenzmächten ratifiziert. Die darin völkerrechtlich verbindlich festgeschriebenen Richtlinien zum Schutz von Kulturgut wurden fast wörtlich in das Haager Abkommen betreffend die Gesetze und Gebräuche des Landkriegs vom 18. Oktober 1907 und der dazugehörigen Anlage, der Ordnung der Gesetze und Gebräuche des Landkriegs (Haager Landkriegsordnung) übernommen.
Das erste völkerrechtliche Abkommen, das ausschließlich Richtlinien zum Schutz der künstlerischen und wissenschaftlichen Institutionen sowie der geschichtlichen Denkmäler enthielt, war der am 15. April 1935 von den 21 Mitgliedern der Panamerikanischen Union in Washington geschlossene Roerich-Pakt.
Die UNESCO berief zum 21. April 1954 eine internationale Konferenz in Den Haag in den Niederlanden ein, in deren Abschlusssitzung 37 der 56 Teilnehmerstaaten die Konvention zum Schutz von Kulturgut bei bewaffneten Konflikten am 14. Mai 1954 unterzeichneten. Die noch junge Bundesrepublik Deutschland war bei dieser Konferenz einer der ersten Signatarstaaten der Haager Konvention zum Schutz von Kulturgut bei bewaffneten Konflikten vom 14. Mai 1954 (HK). Im März 1999 wurde eine Konferenz der Signatarstaaten der Haager Konvention wiederum in Den Haag in den Niederlanden einberufen und vom niederländischen Außenminister Jozias van Aartsen und dem UNESCO-Generaldirektor Federico Mayor Zaragoza eröffnet. An der Konferenz nahmen über 80 Vertragsstaaten und viele Nicht-Vertragsstaaten, darunter auch die USA, teil. Zusätzlich anwesend waren auch das Internationale Komitee vom Roten Kreuz und Blue Shield International, ein Zusammenschluss von Nichtregierungsorganisationen auf dem Gebiet des Kulturgutschutzes. Die Entwicklungen in Syrien und im Irak haben zusätzlich gezeigt, wie wichtig der Schutz von Kulturgütern, kultureller Vielfalt und des sozialen Zusammenhalts in bewaffneten Konflikten ist. So ist die UN-Resolution 2347 vom 24. März 2017 die erste Resolution, die sich nur auf das Kulturerbe konzentriert. Die Zusammenarbeit zwischen der UNESCO und Blue Shield soll laut der UNESCO-Generaldirektorin Irina Bokowa weiter verstärkt werden. “UNESCO and Blue Shield International share a common goal,” und “We seek to protect cultural property, and, by extension, humanity's cultural legacy,” meinte Bokowa im Oktober 2017 bei einer Blue Shield International Tagung.
Viele nationale Gesellschaften für den Kulturgutschutz arbeiten eng mit den Blue Shield-Organisationen der Vertragsstaaten zusammen und stimmen sich hinsichtlich der kulturpolitischen Zielsetzungen eng untereinander ab. Am 26. März 1999 wurde nach langen Beratungen ein Konsens über den von mehreren Arbeitsgruppen erarbeiteten Entwurf eines Zweiten Protokolls zur Haager Konvention erzielt und von den Konferenzteilnehmern angenommen. Zum Schutz von Kulturgut in der arabischen beziehungsweise islamischen Welt gibt es das Doha-Statement der Conference of Ulama on Islam and Cultural Heritage aus dem Jahr 2001. Die Mitarbeiter von Blue Shield beziehungsweise seiner nationalen Organisationen haben dann trotz der teilweisen Auflösung von staatlichen Strukturen und der sehr unklaren Sicherheitslage infolge der Kriege und Unruhen im Irak, in Syrien, in Mali, in Ägypten und in Libyen robuste Unternehmungen zum Schutz der dortigen Kulturgüter durchgeführt. Gerade im Hinblick auf die Zerstörungen von Kulturgüter durch Konflikte aber auch durch Erdbeben wie in Haiti oder Nepal gibt es nun verstärkte Kooperationen zwischen Blue-Shield und nationalen Streitkräften wie der US Army oder der Britischen Armee. Dabei werden Truppen unter anderem hinsichtlich vorausschauendem Kulturgüterschutz unterstützt.
Die meisten Länder, die heute ihr kulturelles Erbe auszeichnen wollen, tun das auf Listenbasis, in vier Klassifizierungen als Weltkulturerbe und nationales, regionales bzw. lokales Kulturgut. Teilweise gibt es zusätzlich einen Ensemble-Schutz mit der Bezeichnung Cultural Landscape. Neben der Bezeichnung der geschützten Kulturgüter mit weiß-blauen Schildern arbeitet die Blue-Shield Organisation besonders hinsichtlich der umfassenden Ausbildung von Militär hinsichtlich völkerrechtlichem Kulturgüterschutz und der Erstellung von no-strike-Listen. No-strike lists sind Listen von Kulturgütern, die von keiner der kriegsführenden Parteien berührt werden sollen. Mit Unterstützung von lokalen Experten wie Archivaren oder Archäologen werden dabei die wesentlichen Objekte erfasst, diese Listen den Militärs vorgelegt und die Umsetzung beobachtet. Es hat sich gezeigt, dass im Gegensatz zu vielen anderen Organisationen, die sich in ihrer Arbeit auf die friedlichen Phase vor und nach Konflikten konzentrieren und das Land bei Gefahr verlassen, die Blue-Shield-Mitarbeiter trotzdem versuchen vor Ort sein.
Kulturgutzerstörung wird vom Internationalen Strafgerichtshof in Den Haag strafrechtlich geahndet. Weiters kann vom Gerichtshof wegen der Kulturgutzerstörung die Höhe einer Entschädigungszahlung, die der Verurteilte leisten muss, festgesetzt werden.
Die Zukunft des Kulturgutschutzes und robuster kultureller Schutzinterventionen wird im Zusammenspiel der Organisationen der Vereinten Nationen mit erfahrenen Partnern wie Blue Shield International beziehungsweise die UNESCO liegen.

### Konventionen
- Haager Konvention zum Schutz von Kulturgut bei bewaffneten Konflikten von 1954, mit ihren Zusatzprotokollen
- Übereinkommen über Maßnahmen zum Verbot und zur Verhütung der unzulässigen Einfuhr, Ausfuhr und Übereignung von Kulturgut (1970)
- UNESCO-Welterbe: Übereinkommen zum Schutz des Kultur- und Naturerbes der Welt
- Übereinkommen über Maßnahmen zum Verbot und zur Verhütung der unzulässigen Einfuhr, Ausfuhr und Übereignung von Kulturgut: 2007 in Kraft getreten

### Kulturgutschutz-Organisationen
- Blue Shield International (BSI)
- Internationaler Archivrat (ICA)
- International Council of Museums (ICOM)
- International Council on Monuments and Sites (ICOMOS)
- International Federation of Library Associations and Institutions (IFLA)
- United Nations Educational, Scientific and Cultural Organization (UNESCO)

### Europäische Union
- Verordnung (EG) Nr. 116/2009 über die Ausfuhr von Kulturgütern (kodifizierte Fassung)[19]
  - ersetzt: Verordnung (EWG) Nr. 3911/92 über die Ausfuhr von Kulturgütern[20]
- Richtlinie 2014/60/EU über die Rückgabe von unrechtmäßig aus dem Hoheitsgebiet eines Mitgliedstaats verbrachten Kulturgütern (Neufassung)[21]
  - ersetzt: Richtlinie 93/7/EWG über die Rückgabe von unrechtmäßig aus dem Hoheitsgebiet eines Mitgliedstaats verbrachten Kulturgütern[22]

## Nationale Gesetze

### Deutschland
- Denkmalschutzgesetze der deutschen Bundesländer
- Kulturgutschutzgesetz (KGSG)
- Gesetz zu der Konvention vom 14. Mai 1954 zum Schutz von Kulturgut bei bewaffneten Konflikten[23] in Verbindung mit § 25 ZSKG

### Andere Staaten
- Kulturgutschutzgesetz (Japan): Kernbestand des geltenden japanischen Denkmalrechts
- Bien de Interés Cultural: spanischer Schutz von Kulturgütern
- Native American Graves Protection and Repatriation Act: Schutz indigener Kulturgüter in den USA
- Kulturgüterschutz in der Schweiz
- Conselho Municipal de Preservação do Patrimônio Histórico, Cultural e Ambiental da Cidade de São Paulo: Erhaltung des historischen, kulturellen und ökologischen Erbes der Stadt São Paulo

## Brettspiel zum Kulturgutschutz
Im Mai 2022 wurde im Neuen Museum in Berlin das kooperative Brettspiel Taskforce: Saving Antiquities vorgestellt, das einen spielerischen Zugang zum Kulturgutschutz ermöglicht. Das Projekt wurde ab Oktober 2020 gemeinsam von den Partnern Berliner Antike-Kolleg, Humboldt-Universität zu Berlin, Hochschule für Technik und Wirtschaft Berlin (Game Design) und Ägyptisches Museum Berlin entwickelt, finanziell unterstützt von der VolkswagenStiftung. Außerdem wurde eine Website erstellt.